# Arthur Balle
Arthur Balle est un écrivain wallon, né à Cerfontaine en 1878 et mort à Bruxelles en 1954. Il est, entre autres, l'auteur du dictionnaire wallon de Cerfontaine,.
Dans une conférence, Pouqwè scrire en walon ? ([FR] Pourquoi écrire en wallon ?), il note : « Parce que la langue wallonne, c’est l'esprit de nos ancêtres, l’expression de notre communauté ; pour nous, décrire notre environnement, c’est exprimer la vie. »

## Biographie
Après ses études secondaires à Walcourt et à Chimay, Arthur Balle entra en 1896 à la SNCB où il termine sa carrière comme inspecteur de direction à Bruxelles. De 1936 jusqu'à son décès, il était correspondant du Musée de la Vie Wallonne à Liège et collaborait avec Les Amis de nos Dialectes.

## Reconnaissance
Jules Herbillon, qui était chercheur pour la langue wallonne, écrivait à son sujet : « Il n'est guère d'aspect dialectal de Cerfontaine qu'Arthur Balle n'ait soigneusement décrit, et, grâce à lui, cette bourgade de l'Entre-Sambre-et-Meuse est aujourd'hui une des localités wallonnes sur lesquelles nous possédons la plus riche collection de documents. »

## Sources
1. ↑  https://bibliotheques.wallonie.be/index.php?lvl=author_see&id=637
2. ↑  https://bibliotheques.wallonie.be/index.php?lvl=notice_display&id=25498
3. ↑  « Accueil - », sur hainaut.be (consulté le 15 novembre 2023).
4. ↑  Jules Herbillon, In memoriam Arthur Balle (1878-1954), Revue Les dialectes belgo-romans, tome XI, 2, 1954)